# Подборовье (Островский район)
Подборовье — деревня в Шиковской волости Островского района Псковской области.
Расположена в 43 км к востоку от города Острова и в 7 км к западу от волостного центра, деревни Шики на правом берегу Боровенки.
Численность населения деревни по состоянию на 2000 год составляла 11 человек.